# Hyposcada cynara
Hyposcada cynara is een vlinder uit de familie Nymphalidae. De wetenschappelijke naam van de soort is voor het eerst geldig gepubliceerd in 1945 door Ferreira d'Almeida.